# Port-Sainte-Foy
Port-Sainte-Foy est une ancienne commune française située dans le département de la Dordogne, en région Nouvelle-Aquitaine, intégrée à la commune de Port-Sainte-Foy-et-Ponchapt.

## Histoire
En 1859, les trois communes de Saint-Avit-du-Tizac, Le Canet et La Rouquette fusionnent sous le nouveau nom de Port-Sainte-Foy (c’est-à-dire le port de Sainte-Foy-la-Grande).
En 1960, les communes de Port-Sainte-Foy et de Ponchapt fusionnent sous le nom de Port-Sainte-Foy-et-Ponchapt.

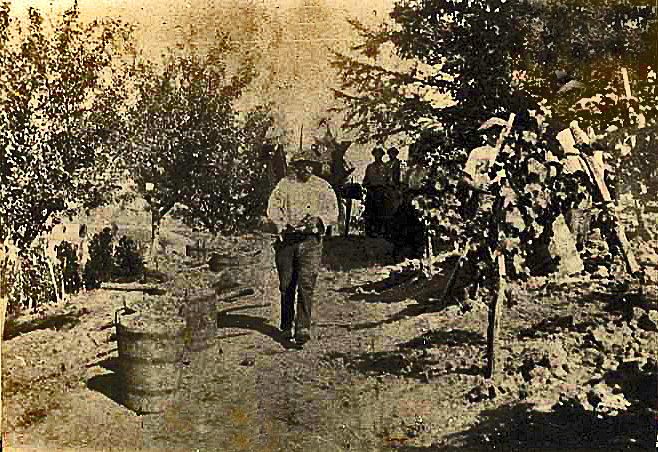
Vignes sur échalas à Port-Sainte-Foy, vers 1880.
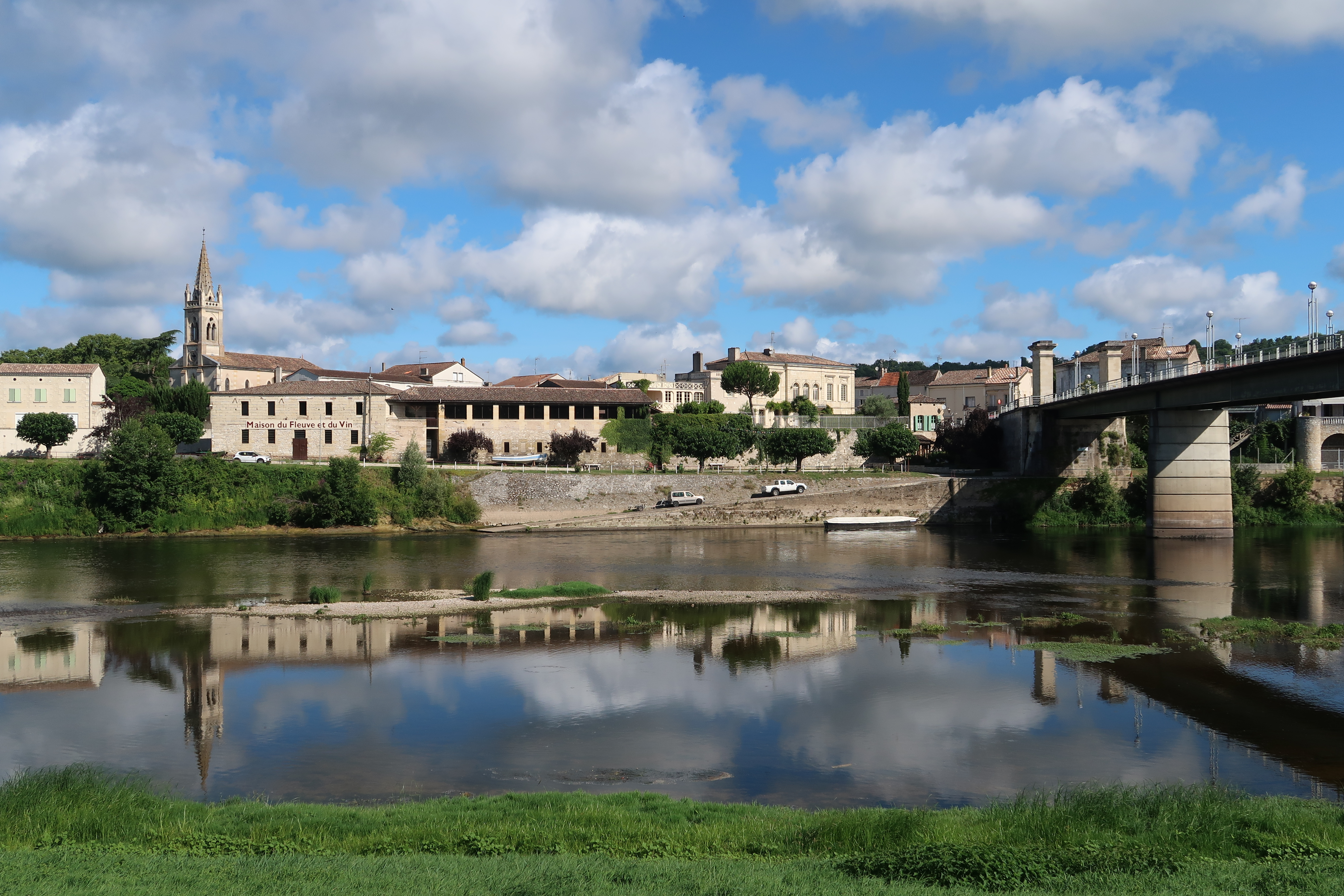
Panorama depuis Sainte-Foy-la-Grande, avec la Dordogne.

## Pour approfondir